# Ole Wanscher
Ole Wanscher (16. september 1903 på Frederiksberg – 27. december 1985 i Charlottenlund) var en dansk møbelarkitekt, professor og forfatter. Hans møbler og hans undervisning var med til at opbygge dansk møbeldesigns internationale popularitet i efterkrigstiden.

## Liv
Ole Wanscher var søn af kunsthistorikeren og kunstneren Vilhelm Wanscher og maleren Laura Kirstine Baagøe Zeuthen (Laura Wanscher). Han var bror til arkitekt Axel Wanscher.
Han gik på Plockross' Skole, Hellerup, men tog ikke studentereksamen, var assistent ved Nationalmuseet 1924 (Vitskøl Kloster) og bedrev studier ved Kunstakademiet i 1940'erne. Han var ansat hos Kaare Klint 1925-27. Han havde egen tegnestue fra 1928 og udøvede desuden forfattervirksomhed. 
Wanscher modtog Akademiets stipendium 1929, Hirschsprungs legat 1936, Knud V. Engelhardts Legat 1939, legater fra Ny Carlsbergfondet flere gange fra 1947 samt Snedkerlaugets Årspris 1960. 
Han var lærer i møbeltegning ved Kunsthåndværkerskolen i København 1931-36, teknisk konsulent for Danmarks Naturfredningsforening 1937-44, sekretær for Akademisk Arkitektforenings konkurrenceudvalg 1939-49, medlem af Kunstakademiets jury 1940-52, formand for arkitektsektionen 1949, leder af Danske Arkitekters Landsforbunds udstillingsudvalg fra 1951. Han var professor i møbel- og rumkunst ved Kunstakademiet 1955-73, medlem af Akademiraadet 1963-68 og af Akademiet 1968-78. Han var i bestyrelsen for Hergildts legat 1968-70 og sad i Kunstindustrimuseets bestyrelse 1972. Han var Ridder af Dannebrog.
Wanscher kom til Berlin 1934, Holland, Belgien og Frankrig 1948 og var på flere rejser i Frankrig, England og Italien siden 1950 samt Egypten 1951. 
Han udstillede på Charlottenborg Forårsudstilling 1928-29 og 1940, på Københavns Snedkerlaugs møbeludstilling 1931-66, verdensudstillingen i Bruxelles 1935, Paris 1937, Dansk Kunsthaandværk, Stockholm 1942, Danish Art Treasures, London 1948, Dansk dekorativ kunst, Liljevalchs, Stockholm 1950, Triennalen i Milano 1957 (sølvmedalje), samme i 1960 (guldmedalje), Amsterdam 1961, Skandinavisk Møbelmesse i Bella Centret fra 1966 og Kunstindustrimuseet i København 1984. Hans møbler blev udstillet posthumt på Design Fair Asahikawa, Japan 1993.
Ole Wanscher blev gift 1. gang 22. september 1932 i Zürich med Hilda Dorothea Pestalozzi (2. marts 1906 i Zürich – 9. juli 1992), datter af konsul Wilhelm Pestalozzi og Ellen Nicoline Karberg. Ægteskabet blev opløst 1954. 
Han blev gift 2. gang 29. marts 1967 i Søllerød med arkitekt Edith Kate Weinreich (27. marts 1918 i København – 15. januar 1990), datter af direktør, senere oldermand for billedskærerlauget Gustav Weinreich og Hertha Jørgensen.

## Værker

### Arkitektur
- Enfamiliehus (1931, konkurrence, Dagens Nyheder)
- Eget hus, Gotfred Rodes Vej 5, Charlottenlund (1933, ombygget 1943 og 1965)

#### Ombygninger
- Facade, Nikolaj Plads 23, København (1945)
- Østerled 5/Soldalen 1, København (1942)
- Konkurrenceprojekt til kunstmuseum, Aalborg (1957)

### Møbler og inventar
- Udenrigsministeriet, ambassade, Stockholm (1954-55)
- F.L. Smidth (1955)
- Montrer til Davids Samling, Kronprinsessgade, København
- Amalienborg, bibliotek (1959-64)
- De Danske Spritfabrikker, Havnegade 29 (1941-43)
- Magasin du Nord, Kongens Nytorv, København (1941)
- Det Danske Institut for Videnskab og Kunst i Rom, Rom (1967)
- Backgammonbord til Dronning Margrethe 2. (1970)

Snedkermestermøbler udført hos: A.J. Iversen, Jacob Kjær, Rud. Rasmussen, France & Daverkosen, Peder Pedersen, P. Jeppesens møbelfabrik / PJ Furniture og Fritz Hansen Møbler (bl.a. "Senatorstolen")

### Dekorative arbejder
- Bogbind; bestik; sølvtallerkener og træbil for Kay Bojesen (1934, 1936)
- Pendulur udført af Alvild Dahl (1941)
- Tæppemønstre bl.a. for Magasin du Nord (1949-53)

Repræsenteret på: Kunstindustrimuseet i København, Nordiska Museet, Stockholm, Louisiana, Trapholt, Museet på Koldinghus. Wanscher har endvidere tilrettelagt udstillingerne: Danmarkssalen, Paris 1937; Dansk Sølv 1900-50, Nationalmuseum, Stockholm 1950, Landsforeningen for dansk Kunsthåndværk.

### Skriftlige arbejder
- "Om Træmøbelkunsten", i: Architekten 1928, 265-304.
- Møbeltyper, 1932.
- "Klapstol fra Guldhøj", i: Arkitekten Ugehæfte 1935, 205-08.
- (med Gregor Paulsson (red.)) Møbelsnedkeri, 1936.
- Nordische Klappstühle aus der Bronzezeit, i: Artes, VIII, 1940.
- Møbelkunstens Historie i Oversigt, 1941.
- (sammen med Erik Lassen) A. Michelsen og dansk Sølvsmedekunst, 1941.
- Engelske Møbler, 1944.
- Møbelkunsten, subskriptionsværk 1946-55 (tysk udg. 1963, ny omarb. udg., 1966, engelsk udg. 1966, svensk udg. 1967).
- Sella curulis, 1980.
- "Poul Kjærholm i traditionen", i: Louisiana Revy, 22, 1982, 66f.
- Møblets æstetik, 1985.

Talrige artikler i Arkitekten, Nyt Tidsskrift for Kunstindustri, Dansk Kunsthåndværk m.fl.